# Amar es para siempre
Amar es para siempre és una sèrie de televisió a Antena 3, com a continuació d'Amar en tiempos revueltos. La sèrie va començar les seves emissions el 14 gener de 2013. S'emet actualment de dilluns a divendres de 16:30-17:35. Amar es para siempre arrenca a principis de la dècada dels 60 a Espanya. Una dècada on Espanya va patir canvis significatius i de gran creixement. La sèrie reflecteix aquest moment històric, de reconstrucció espanyola, on hi ha un ressorgiment social i econòmic de la població.

## Temporades
- - Primera temporada (165 episodis): (octubre de 1960- juny de 1961)

Inici: 14 gener 2013
Final: 4 setembre 2013
- - Segona temporada (256 episodis): (setembre de 1961- març de 1963)

Inici: 5 setembre 2013
Final: 9 set 2014
- - Tercera temporada (254 episodis): (juliol de 1963-¿?)

Inici: 10 setembre 2014
Final: 8 setembre 2015
- - Quarta temporada (¿? Episodis): (¿? -¿?)

Inici: 9 set 2015
Final: ¿? de setembre de 2016

## Llibres inspirats de la sèrie
- Ese brillo en tus ojos. De Sergio Barrejón